# Russische Botschaft in Paris

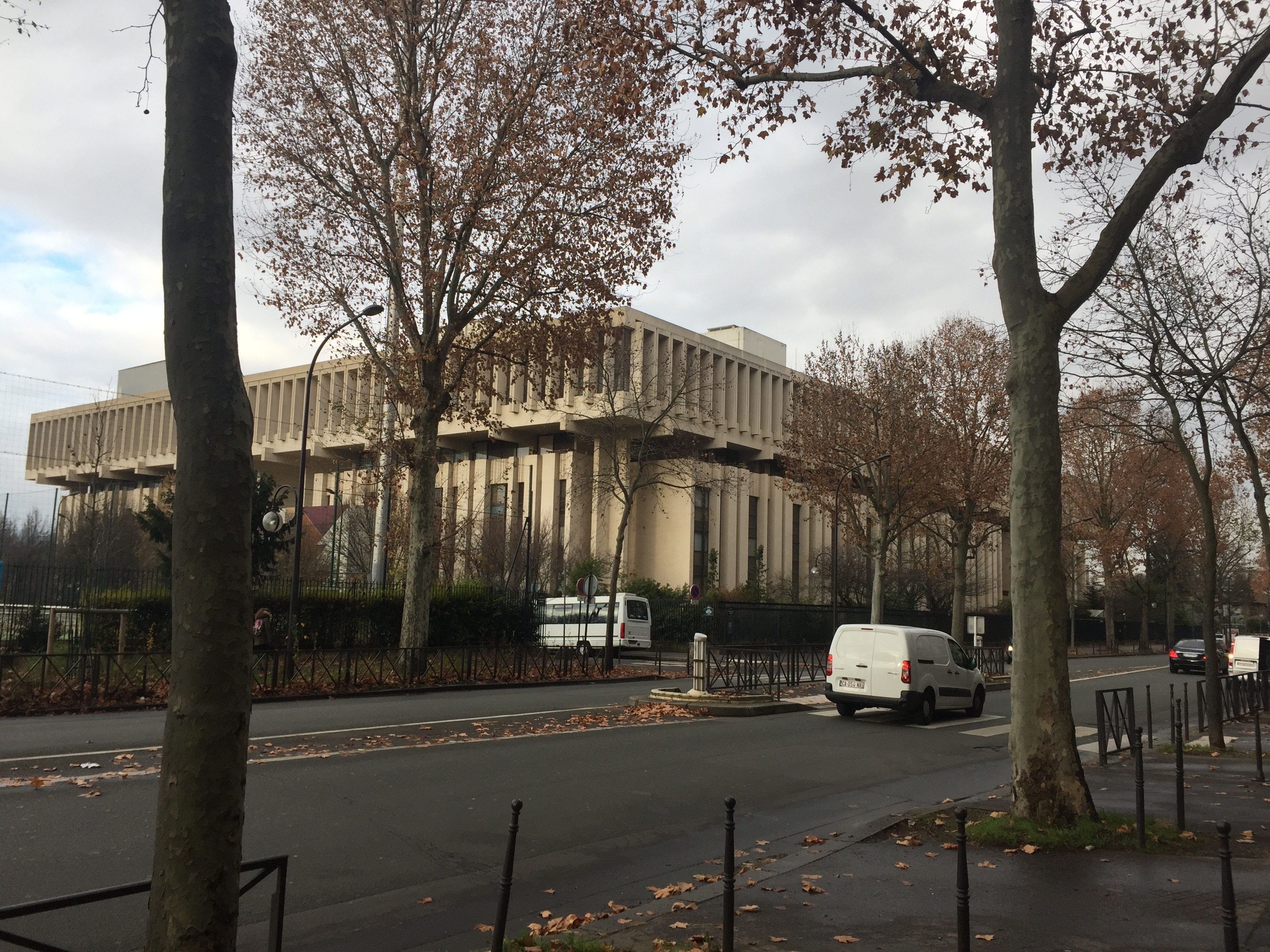
Russische Botschaft in Paris

Die russische Botschaft in Paris ist die diplomatische Vertretung Russlands in Frankreich.
Die Botschaft liegt im 16. Arrondissement am Boulevard Lannes Nr. 40–50. Das Botschaftsgebäude wurde von 1974 bis 1976 nach Entwürfen der Architekten I. A. Pokrowski, A. I. Klimotschkin und D. A. Lisitschkin errichtet. Das Gebäude stellt einen geschlossenen Quader mit einem Perimeter von fast 400 m und mit innerem Hof dar. Es dient auch als Wohnkomplex für Mitarbeiter, erhielt eine Schule sowie einen Konzertsaal für 450 Personen. Das Gebäude wurde am 22. Juni 1977, beim Besuch Leonid Breschnews in Frankreich, eröffnet.
Das russisch-orthodoxes spirituelle und kulturelle Zentrum, das sich im Zentrum von Paris befindet, gehört auch zu der Botschaft und verfügt über politische Immunität.
Als eine Residenz des Botschafters dient das Herrenhaus Hôtel d’Estrées, das 1711–1713 gebaut wurde und als Kulturdenkmal gilt. Die Residenz liegt im Quartier Saint-Thomas-d’Aquin an der Rue de Grenelle 79. Seit 1863 befand sich hier die Botschaft des Russischen Reiches. 1896 lebte hier der Kaiser Nikolaus II. während seines Besuchs in Paris. Seit 1924, als diplomatische Beziehungen mit der UdSSR  aufgenommen wurden, und bis 1977, mit einer Pause während des Zweiten Weltkriegs, als deutsche Besatzungsbehörden über das Gebäude verfügten, befand sich hier die sowjetische Botschaft. Von 1979 bis 1981 wurde das Gebäude von der UdSSR restauriert.

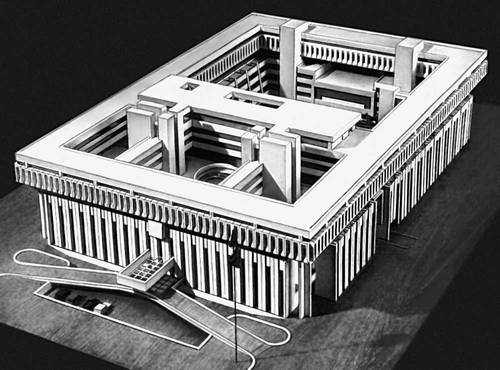
Das Maket des Gebäudes
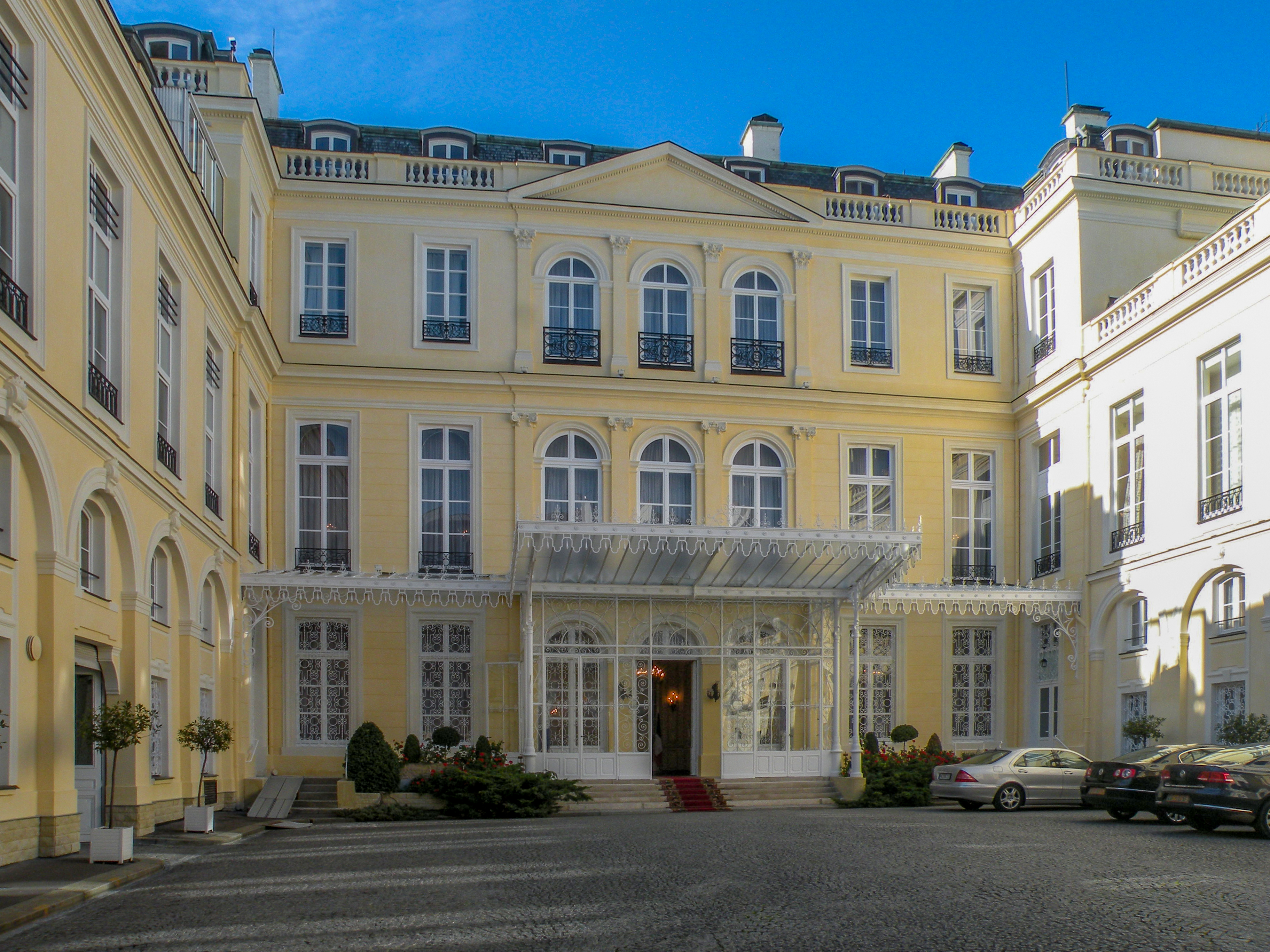
Hôtel d’Estrées
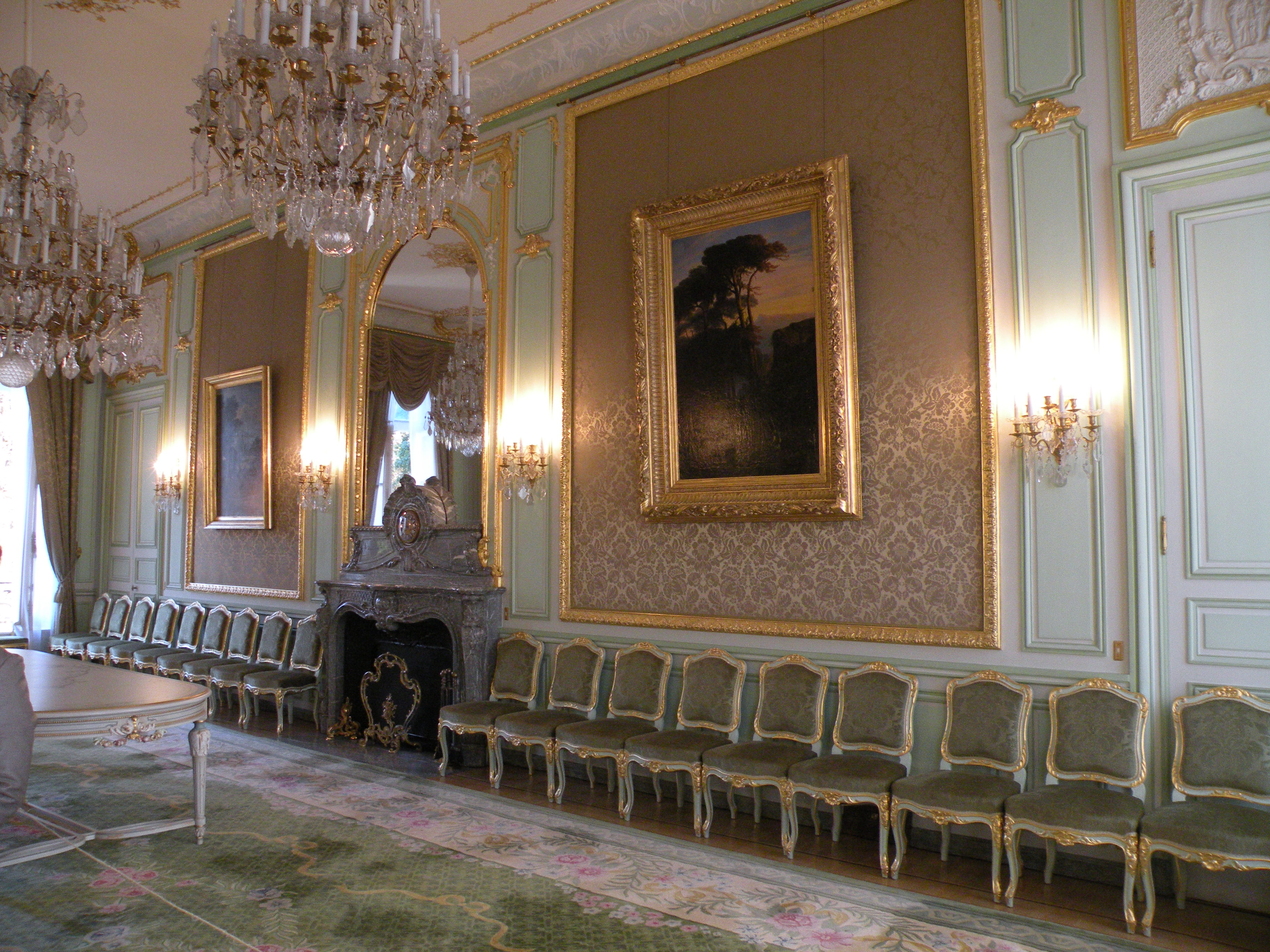
Hôtel d’Estrées
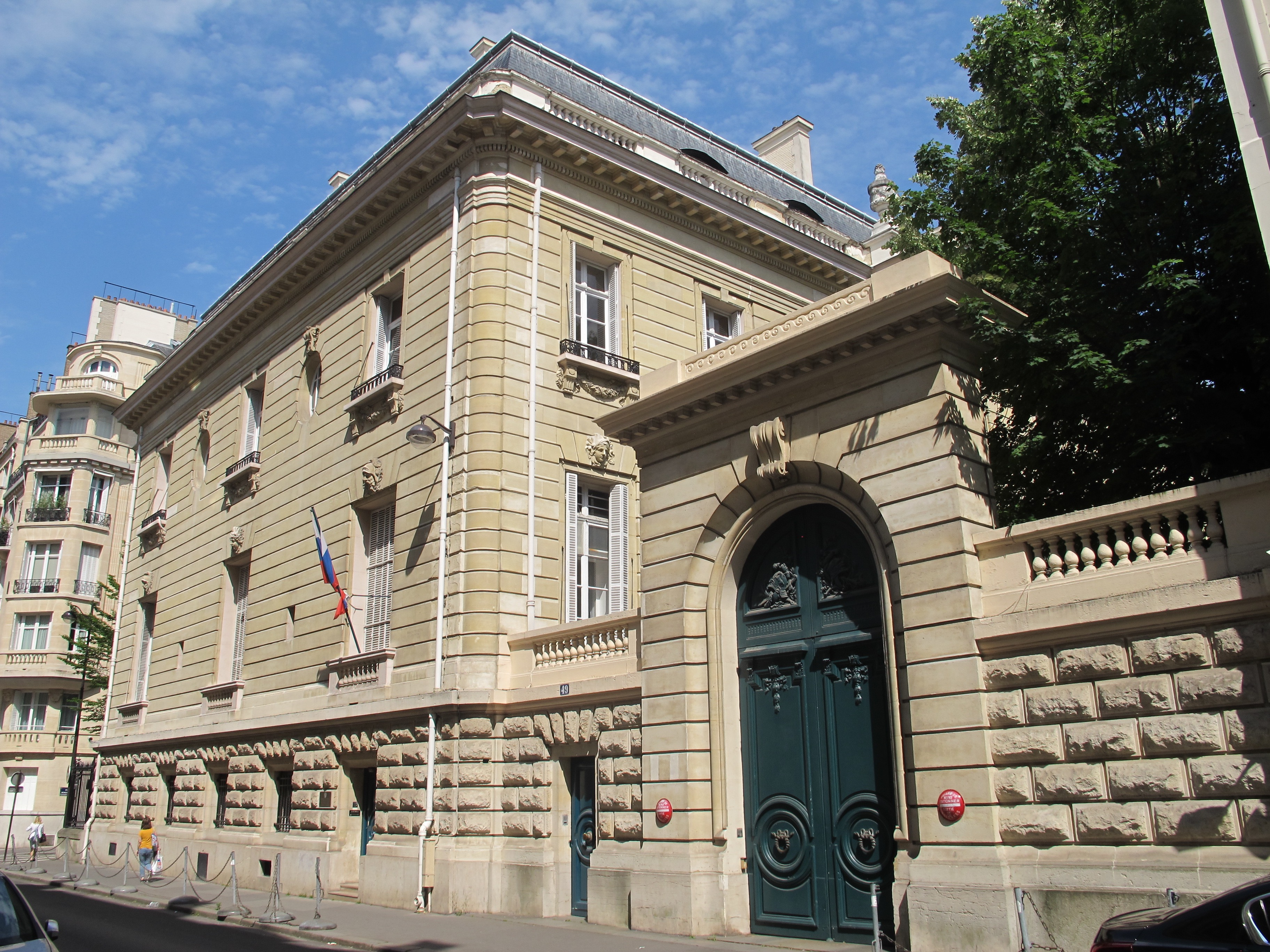
Handelsvertretung der Russischen Föderation in Paris
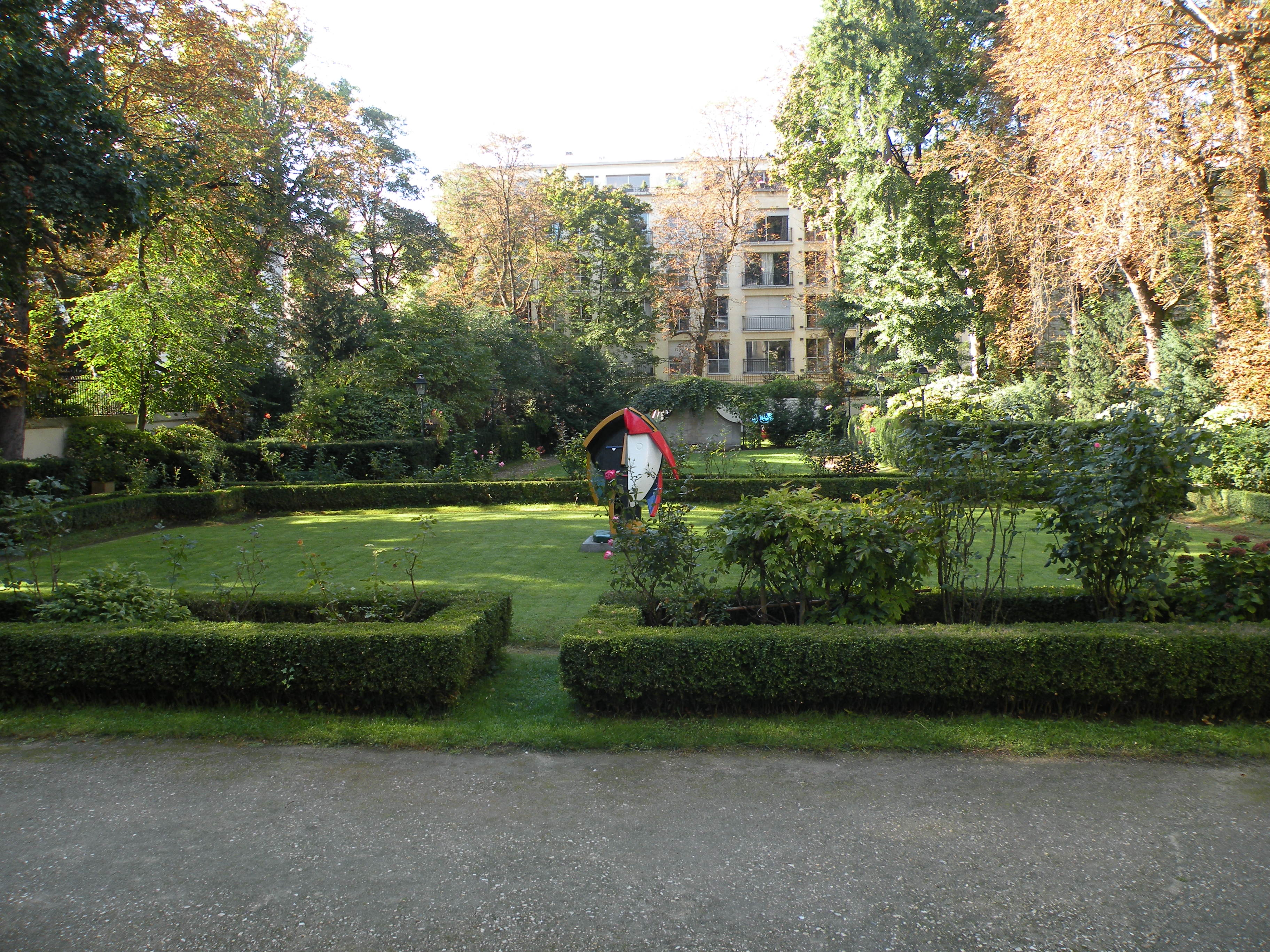
Garten des Hôtel d’Estrées